# به تو نیاز دارم (ترانه بی‌تی‌اس)
«به تو نیاز دارم» (به انگلیسی: I Need U) ترانه‌ای از گروه پسرانهٔ کره‌ای بی‌تی‌اس و تک‌آهنگ لید سومین آلبوم چندآهنگهٔ زیباترین لحظه در زندگی، قسمت ۱ (۲۰۱۵) از این گروه است. نسخهٔ اصلی کره‌ای این ترانه در ۲۹ آوریل ۲۰۱۵، توسط بیگ هیت اینترتینمنت در کرهٔ جنوبی و نسخهٔ ژاپنی آن به‌صورت تک‌آهنگ فیزیکی در ۸ دسامبر ۲۰۱۵، توسط پونی کنیون در ژاپن منتشر شد.

## عملکرد تجاری
«به تو نیاز دارم» بلافاصله پس از انتشار، به پرجستجوترین واژه در وبگاه‌های پرتال کره‌ای تبدیل شد و در جداولی چون سوریبادا، جینی و داوم میوزیک شمارهٔ یک شد. این تک‌آهنگ همچنین در ۱۰ رتبهٔ اول جداول ملون، باگز و ناور میوزیک قرار گرفت. این ترانه با فروش ۹۳٬۷۹۰ واحد دیجیتال در هفتهٔ اول، در جداول دیجیتال هفتگی گائون و دانلودهای گائون پنجم شد. در مجموع بیش از ۸۵۰٬۰۰۰ دانلود دیجیتال از این ترانه صورت گرفت.
«به تو نیاز دارم» در ۵ مهٔ ۲۰۱۵، در برنامهٔ موسیقی کره‌ای د شوی اس‌بی‌اس ام‌تی‌وی اول شد؛ این نخستین برد بی‌تی‌اس از زمان آغاز به کارش در سال ۲۰۱۳ بود.
«به تو نیاز دارم» در جدول ترانه‌های دیجیتال ملل بیلبورد شمارهٔ ۴ شد و در میان شش قطعهٔ زیباترین لحظه در زندگی، قسمت ۱ که وارد این جدول شده‌بود، بالاترین رتبه را داشت.

## فهرست ترانه‌ها
جزئیات برگرفته از یادداشت‌های سی‌دی زیباترین لحظه در زندگی، قسمت ۱ است.
| نسخهٔ کره‌ای [اصلی] | نسخهٔ کره‌ای [اصلی] | نسخهٔ کره‌ای [اصلی]                                | نسخهٔ کره‌ای [اصلی] | نسخهٔ کره‌ای [اصلی] |
| شماره             | نام               | نویسنده(ها)                                      | تهیه‌کننده(ها)     | مدت               |
| ----------------- | ----------------- | ------------------------------------------------ | ----------------- | ----------------- |
| ۱.                | «به تو نیاز دارم» | پی‌داگ «هیت‌من» بنگ رپ مانستر شوگا جی-هوپ برادر سو | پی‌داگ             | ۳:۳۱              |

جزئیات برگرفته از یادداشت‌های سی‌دی زیباترین لحظه در زندگی: همیشه جوان است.
| نسخهٔ کره‌ای [آلبوم گردآوری‌شده] | نسخهٔ کره‌ای [آلبوم گردآوری‌شده] | نسخهٔ کره‌ای [آلبوم گردآوری‌شده]   | نسخهٔ کره‌ای [آلبوم گردآوری‌شده] | نسخهٔ کره‌ای [آلبوم گردآوری‌شده] |
| شماره                         | نام                           | نویسنده(ها)                     | تهیه‌کننده(ها)                 | مدت                           |
| ----------------------------- | ----------------------------- | ------------------------------- | ----------------------------- | ----------------------------- |
| ۱.                            | «به تو نیاز دارم» (میکس شهری) | پی‌داگ «هیت‌من» بنگ آراِم برادر سو | 보라돌이 اسلو ربیت            | ۳:۳۵                          |
| ۲.                            | «به تو نیاز دارم» (ریمیکس)    | پی‌داگ «هیت‌من» بنگ آراِم برادر سو | شون                           | ۳:۴۲                          |

جزئیات برگرفته از یادداشت‌های سی‌دی «به تو نیاز دارم» است.
| نسخهٔ ژاپنی | نسخهٔ ژاپنی                     | نسخهٔ ژاپنی                                | نسخهٔ ژاپنی    | نسخهٔ ژاپنی |
| شماره      | نام                            | نویسنده(ها)                               | تهیه‌کننده(ها) | مدت        |
| ---------- | ------------------------------ | ----------------------------------------- | ------------- | ---------- |
| ۱.         | «به تو نیاز دارم» (نسخهٔ ژاپنی) | پی‌داگ هیت‌من بنگ آراِم شوگا جی-هوپ برادر سو | پی‌داگ         | ۳:۳۲       |
| ۲.         | «عالی» (نسخهٔ ژاپنی)            | پی‌داگ ایر اتک هیت‌من بنگ آراِم شوگا جی-هوپ  | پی‌داگ         | ۴:۰۱       |
| مجموع مدت: | مجموع مدت:                     | مجموع مدت:                                | مجموع مدت:    | ۷:۳۳       |

| قطعهٔ ویژه [عادی]+[نسخهٔ فروشگاهی] | قطعهٔ ویژه [عادی]+[نسخهٔ فروشگاهی] | قطعهٔ ویژه [عادی]+[نسخهٔ فروشگاهی]              | قطعهٔ ویژه [عادی]+[نسخهٔ فروشگاهی] | قطعهٔ ویژه [عادی]+[نسخهٔ فروشگاهی] |
| شماره                            | نام                              | نویسنده(ها)                                   | تهیه‌کننده(ها)                    | مدت                              |
| -------------------------------- | -------------------------------- | --------------------------------------------- | -------------------------------- | -------------------------------- |
| ۳.                               | «پسران هیجان‌زده» (نسخهٔ ژاپنی)    | شوگا پی‌داگ هیت‌من بنگ آراِم جی-هوپ جین جیمین وی | شوگا پی‌داگ                       | ۴:۰۵                             |
| مجموع مدت:                       | مجموع مدت:                       | مجموع مدت:                                    | مجموع مدت:                       | ۱۱:۳۸                            |

## عوامل

#### ضبط و برنامه‌ریزی
ضبط در داگ بانس و کاروت اکسپرس، کرهٔ جنوبی. برنامه‌ریزی در مرکز محتوای آسیا، ژاپن.
- پی‌داگ – تهیه‌کننده، کیبورد (ترک ۳–۱)، سینث‌سایزر (ترک ۱ و ۲)، تنظیم رپ (ترک ۳–۱)، تنظیم صدا (ترک ۳–۱)، مهندس ضبط (داگ بانس)
- شوگا – کیبورد (ترک ۳)، سینث‌سایزر (ترک ۳)، تنظیم رپ (ترک ۳)، تنظیم صدا (ترک ۳)
- اسلو ربیت – تنظیم صدا (ترک ۳)، مهندس ضبط (کاروت اکسپرس)
- جونگ‌کوک – کورس (ترک ۳–۱)
- وی – کورس (ترک ۲)
- کی‌ام-مارکیت – متن
- جیمز اف. رینولدز – مهندس میکس (اشمیوزیک استودیوز؛ لندن، انگلستان.) (ترک ۱ و ۲)
- باب هورن – مهندس میکس (اکو بار استودیو؛ نورث هالیوود، لس‌آنجلس، کالیفرنیا.) (ترک ۳)
- الکس دی‌یانگ – مسترینگ (دی‌یانگ مسترینگ؛ لس آنجلس، کالیفرنیا.)

## جداول
| جدول (۲۰۱۵)                           | بالاترین موقعیت |
| ------------------------------------- | --------------- |
| ۱۰۰ آهنگ داغ بیلبورد ژاپن             | ۴               |
| جدول دیجیتال ملل بیلبورد ایالات متحده | ۴               |
| جدول دیجیتال هفتگی گائون کرهٔ جنوبی    | ۵               |
| فیلیپین (۱۰۰ آهنگ داغ فیلیپین)        | ۱۹              |

| جدول (۲۰۱۵)                            | بالاترین موقعیت |
| -------------------------------------- | --------------- |
| ۱۰۰ آهنگ داغ بیلبورد ژاپن              | ۴               |
| جدول تک‌آهنگ‌های سی‌دی روزانهٔ اوریکن ژاپن | ۱               |
| جدول تک‌آهنگ‌های سی‌دی هفتگی اوریکن ژاپن  | ۳               |
| جدول تک‌آهنگ‌های سی‌دی سالانهٔ اوریکن ژاپن | ۶۷              |

## فروش‌ها و گواهی‌نامه‌ها
| کشور         | جدول                 | نسخه      | فروش    | گواهی‌ها             |
| ------------ | -------------------- | --------- | ------- | ------------------- |
| کرهٔ جنوبی    | جدول دانلودهای گائون | اصلی      | ۸۲۶٬۴۹۶ | —                   |
| ژاپن         | اوریکن               | ژاپنی     | ۱۰۹٬۰۰۰ | آرآی‌ای‌جی: ۲× پلاتین |
| کرهٔ جنوبی    | جدول دانلودهای گائون | میکس شهری | ۳۱٬۴۲۳  | —                   |
| کرهٔ جنوبی    | جدول دانلودهای گائون | ریمیکس    | ۲۵٬۷۲۰  | —                   |
| ایالات متحده | بیلبورد              | اصلی      | ۹۸٬۰۰۰  | —                   |

## تاریخچهٔ انتشار
| منطقه | تاریخ انتشار  | قالب           | نسخه              | ناشر                | منبع   |
| ----- | ------------- | -------------- | ----------------- | ------------------- | ------ |
| مختلف | ۲۹ آوریل ۲۰۱۵ | دانلود دیجیتال | اصلی              | بیگ هیت اینترتینمنت | [ ۲۴ ] |
| مختلف | ۸ دسامبر ۲۰۱۵ | دانلود دیجیتال | ژاپنی             | بیگ هیت پونی کنیون  | [ ۲۵ ] |
| مختلف | ۲ مهٔ ۲۰۱۶     | دانلود دیجیتال | میکس شهری، ریمیکس | بیگ هیت اینترتینمنت | [ ۲۶ ] |

## واژه‌نامه
1. ↑  Dope, -超ヤベー!-
2. ↑  Boyz with Fun, フンタン少年団